# جاناتان گرینبلت
جاناتان گرینبلت (انگلیسی: Jonathan Greenblatt) کارآفرین، مدیر اجرایی و ششمین مدیر اتحادیه ضد افتراء و اهل کشور آمریکا است. وی پیش از قبول مسئولیت در اتحادیه ضد افترا، در کاخ سفید به عنوان دستیار ویژه باراک اوباما و مدیر دفتر نوآوری اجتماعی و مشارکت مدنی فعالیت می‌کرد.
گرینبلات که دانش‌آموخته دانشگاه‌های تافتس و نورت‌وسترن در مقاطع کارشناسی و کارشناسی ارشد است، فعالیت‌های سیاسی و اجتماعی خود را در سال ۱۹۹۲ با حضور در کارزار انتخاباتی بیل کلینتون در لیتل راک، آرکانزاس آغاز کرد. وی در دوران ریاست‌جمهوری کلینتون به دولت پیوست و در کاخ سفید و وزارت بازرگانی فعالیت کرد.

جاناتان گرینبلات با مرجان کی‌پور یک ایرانی یهودی ازدواج کرده و دارای ۳ فرزند است.